# Лагно, Мария Григорьевна
Мария Григорьевна Лагно (07.01.1926 — 01.09.2014) — звеньевая колхоза имени Кирова Александровского района Кировоградской области Украинской ССР, Герой Социалистического Труда (08.04.1971).
Родилась 7 января 1926 года в селе Новая Осота Александровского района Черкасского округа Украинской ССР (ныне Кировоградская область).
После окончания семилетней школы начала работать в колхозе.
С 1948 по 1979 год звеньевая по выращиванию сахарной свёклы в Новоосотской полеводческой бригаде колхоза имени Кирова.
За счёт строгого соблюдения технологии добивалась повышения урожайности до 400 и больше центнеров с гектара. Вместе с другими членами звена несколько раз за сезон проводила прополку, поддерживая поля в свободном от сорняков состоянии. С 1965 г. участвовала во внедрении поточного и поточно-перевалочного способов уборки сахарной свёклы с минимальными трудозатратами. По итогам Семилетки награждена медалью «За трудовую доблесть» (31.12.1965).
Указом Президиума Верховного Совета СССР от 8 апреля 1971 года за выдающиеся успехи, достигнутые в развитии сельскохозяйственного производства и выполнении пятилетнего плана продажи государству продуктов земледелия и животноводства, присвоено звание Героя Социалистического Труда с вручением ордена Ленина и золотой медали «Серп и Молот».
Жила в селе Новая Осота Александровского района Кировоградской области (Украина). Умерла 1 сентября 2014 года на 89-м году жизни.